# Lijst van Nederlandse muntmeestertekens
Dit is een lijst van Nederlandse muntmeesters en de muntmeestertekens die ze hanteerden.
| Afbeelding | Beschrijving                                      | Muntmeester                 | Jaar      | Opmerking |
| ---------- | ------------------------------------------------- | --------------------------- | --------- | --- |
|            | Korenaar                                          | geen                        | 1795-1802 | Bataafse Republiek |
|            | Adelaar                                           | geen                        | 1795-1796 | Bataafse Republiek |
|            | Bij                                               | G.J.L. du Marchie Sarvaas   | 1807-1810 | |
|            | Mast                                              | G.J.L. du Marchie Sarvaas   | 1812-1813 | |
|            | Klaverblad                                        | Y.D.C. Suermondt            | 1815      | |
|            | Helmteken                                         | Y.D.C. Suermondt            | 1816-1817 | |
|            | Fakkel                                            | Y.D.C. Suermondt            | 1818-1838 | |
|            | Palmtak                                           | G.D. Bourgogne Herlaer      | 1821-1830 | |
|            | Lelie                                             | P.C.G. Poelman              | 1838-1845 | |
|            | Lelie met parel                                   | H.A. Bake                   | 1845-1846 | |
|            | Zwaard                                            | H.A. van den Wall Bake      | 1846-1874 | |
|            | Zwaard met klaverblad                             | P.H. Taddel                 | 1874      | |
|            | Bijl                                              | P.H. Taddel                 | 1875-1887 | |
|            | Bijl met ster                                     | H.L.A. van den Wall Bake    | 1887-1888 | |
|            | Hellebaard                                        | H.L.A. van den Wall Bake    | 1888-1909 | |
|            | Hellebaard met ster                               | Mr. G. Blom                 | 1909      | |
|            | Zeepaardje                                        | Dr. C. Hoitsema             | 1909-1933 | |
|            | Druiventros                                       | Dr. W.J. van Heteren        | 1933-1943 | |
|            | Eikel                                             | geen                        | 1941-1945 | Duitse bezetting |
|            | Palmboom                                          | geen                        | 1941-1945 | Duitse bezetting |
|            | Geen                                              | Dr. J.W.A. van Hengel       | 1942      | Duitse bezetting |
|            | Geen                                              | D.M. Pey                    | 1942-1942 | Duitse bezetting |
|            | Geen                                              | Dr. J.W.A. van Hengel       | 1942-1944 | Duitse bezetting |
|            | Geen                                              | D.M. Pey                    | 1942-1945 | Duitse bezetting |
|            | Vis                                               | Dr. J.W.A. van Hengel       | 1945-1969 | |
|            | Vis met ster                                      | Dr. Ir. M. van den Brandhof | 1969-1969 | Na pensionering op 1 juni 1969 van Van Hengel op nog door hem verzorgde stempels en gebruikt voor de Nederlandse Antillen |
|            | Haan                                              | Dr. Ir. M. van den Brandhof | 1969-1979 | |
|            | Haan met ster                                     | Ir. B.C.H.J. Smit           | 1980      | |
|            | Hamer met aambeeld                                | Ir. J. de Jong              | 1980-1987 | |
|            | Pijl en boog                                      | Drs. Chr. van Draanen       | 1988-1999 | Laatste muntmeester op de gulden, eerste op de euro                                                                       |
|            | Pijl en boog met ster                             | E.J. van Schouwenburg       | 2000      | |
|            | Vruchtdragende wijnrank                           | R. Bruens ing               | 2001      | |
|            | Vruchtdragende wijnrank met ster                  | Ir. M.T. Brouwer            | 2002-2002 | |
|            | Koerszettende zeilen, schip de Nederland          | Ir. M.T. Brouwer            | 2003-2015 | |
|            | Koerszettende zeilen, schip de Nederland met ster | Ir. K. Bruinsma             | 2015-2016 | |
|            | Koerszettende zeilen, schip de Nederland met ster | T. Peters                   | 2016-2017 | |
|            | Sint Servaasbrug                                  | S. Satijn                   | 2017-2021 | |
|            | Sint Servaasbrug met ster                         | geen                        | 2021      | |
|            | Raaf                                              | Drs. B. van Ravenswaaij     | 2022      | |

## Voetnoten
1. 1 2 3 4 5 6 7 8 9 10 11 12  Waarnemend muntmeester
2. 1 2  De Eikel en de Palmboom zijn bedoeld als aanduiding voor welk gebied de munt bestemd was (Nederland respectievelijk Overzeese gebiedsdelen), en zijn officieel geen muntmeestertekens.
3. ↑  Waarschijnlijk woordspeling met hengelen
4. ↑  Waarschijnlijk woordspeling met brand en de rode haan
5. ↑  Als symbool voor zijn geboortestad en als symbool voor zijn functie als bruggenbouwer en als verbinding tussen privaat en publiek.
6. ↑  Woordspeling met Ravenswaaij